# Cochylimorpha agenjoi
Cochylimorpha agenjoi is een vlinder uit de familie bladrollers (Tortricidae). De wetenschappelijke naam is voor het eerst geldig gepubliceerd in 1963 door Razowski.
De soort komt voor in Europa.